# Fox Film Corporation
Fox Film Corporation è stata una casa di produzione cinematografica statunitense fondata da William Fox il 1º febbraio 1915, successore delle società Greater New York Film Rental Company e Box Office Attractions Film Company.
I primi studi cinematografici erano a Fort Lee ma nel 1917 William Fox ha inviato Sol M. Wurtzel ad Hollywood per visionare le nuove strutture sulle costa ovest, dove il clima era migliore per effettuare riprese cinematografiche; il 23 luglio 1926 la società ha comprato i diritti del sistema audio Movietone per aggiungere l'audio ai film.
Dopo la crisi economica del 1929, William Fox ha perso il controllo della società l'anno successivo, la quale, sotto la presidenza di Sidney Kent, nel 1935, si è unita alla Twentieth Century Pictures per formare la 20th Century-Fox (oggi conosciuta come 20th Century Studios).

## Storia

### Contesto
William Fox ha fatto il suo ingresso nell'industria cinematografica nel 1904, quando ha acquistato un terzo delle quote del nickelodeon di Brooklyn per 1.667 dollari. Ha reinvestito i profitti generati dal primo acquisto in altri quindici edifici simili e acquistando pellicole dai maggiori studi cinematografici del tempo: Biograph, Essanay, Kalem Company, Lubin, Pathé, Selig Polyscope e Vitagraph. Dopo aver ottenuto ulteriore successo con film e vaudeville, si è ulteriormente espanso con l'acquisto di palcoscenici più grandi, come il teatro abbandonato Gaiety, ed altre acquisizioni fra New York ed il New Jersey, inclusa l'Accademia della Musica di New York.
Fox ha investito ulteriormente nell'industria cinematografica creando il distributore cinematografico Greater New York Film Rental Company. Tuttavia, i maggiori studi cinematografici dell'epoca avevano creato la Motion Picture Patents Company nel 1908 e la General Film Company due anni dopo, tentando di creare un monopolio nella creazione e distribuzione dei prodotti cinematografici; Fox s'è rifiutata di cedere al monopolio ed ha fatto causa ricorrendo allo Sherman Antitrust Act, ottenendo un risarcimento danni di 370.000 dollari e la fine delle restrizioni sulla lunghezza dei film e dei prezzi chiesti per la loro visione.
Nel 1914, per riflettere lo scopo più ampio della propria azienda, ha rinominato la sua azienda Box Office Attraction Film Rental Company. Ha siglato un contratto con lo studio cinematografico Balboa Amusement Producing Company, comprando tutti i loro film per la distribuzione nei propri teatri ed affittandoli ad altri distributori statunitensi; ha distribuito anche altro materiale, come il film d'animazione di Winsor McCay Gertie the Dinosaur. Nello stesso anno, Fox ha concluso che dipendere dalle altre compagnie per i prodotti cinematografici era insufficiente ed ha acquistato le attrezzature Éclair a Fort Lee assieme alla proprietà a Staten Island ed ha assoldato attori ed altro personale, trasformando l'azienda in una di produzione cinematografica ed accorciandone il nome a Box Office Attractions Company; il suo primo film è stato Life's Shop Window.

### Fox Film Corporation
Sempre più imprenditore che uomo dello spettacolo, Fox si è concentrato sull'acquisizione e la costruzione dei teatri piuttosto che sui prodotti cinematografici. I primi studi cinematografici sono stati a Fort Lee, dove erano presenti anche molti altri studi cinematografici che vi avevano sede all'inizio del XX secolo. Nel 1917 William Fox ha mandato Sol M. Wurtzel ad Hollywood per vedere le attrezzature per gli studi di produzione cinematografica posti sulla costa ovest, dove era presente un clima più confortevole ed adatto alle riprese, ha, quindi, acquistato gli studi della Selig Polyscope, che stava fallendo, ad Edendale.
Con l'introduzione della tecnologia sonora, Fox si è attivato per acquistare i diritti della tecnologia del sonoro, mentre nel 1925–26 ha acquistato i diritti per i lavori di Freeman Harrison Owens e Theodore Case ed i diritti per gli Stati Uniti del sistema Tri-Ergon; ciò ha portato al Movietone sound system, successivamente noto come Fox Movietone. Successivamente, nello stesso anno, è iniziata la distribuzione di film con traccia audio, mentre l'anno seguente è iniziata la distribuzione del settimanale Fox Movietone News, che è durato fino al 1963. Dato che l'azienda necessitava di ulteriore spazio, nel 1926 Fox ha acquistato 300 acri (1,2 km2) nella zona occidentale di Beverly Hills e vi ha costruito su Movietone City, gli studi meglio equipaggiati dell'epoca.

### Declino
Quando il rivale Marcus Loew è deceduto nel 1927, Fox si è offerto di acquistare la holding della famiglia Loew, Loew's Inc., che controllava oltre 200 teatri, e gli studi MGM; quando la famiglia ha acconsentito all'acquisto è stata, dunque, annunciata la fusione, nel 1929, ma il capo degli studi MGM, Louis B. Mayer, non era stato coinvolto nelle trattative, pertanto, tramite le proprie conoscenze politiche, ha chiamato l'unità antitrust del Dipartimento di Giustizia degli Stati Uniti d'America per ritardare l'approvazione finale alla fusione. Fox si è ferito seriamente in un incidente stradale nell'estate del 1929 e nel frattempo ha perso la maggior parte dei propri averi nella grande depressione, perdendo così ogni possibilità di portare a termine la fusione indipendentemente dalla sua approvazione o meno.
Vicino alla bancarotta, Fox è stato estromesso dal suo impero nel 1930 ed è stato incarcerato, mentre Fox Film, con più di 500 teatri, è stata posta in amministrazione controllata; una riorganizzazione controllata dalle banche ha provato a risollevare le sorti dell'azienda, ma presto è divenuto evidente che ciò non era possibile.

### Fusione
Sotto la nuova presidenza di Sidney Kent, i nuovi proprietari hanno iniziato all'inizio della primavera del 1935 i negoziati con la giovane promessa Twentieth Century Pictures, che si sono conclusi nella stessa stagione con la fusione e nella nascita della 20th Century-Fox (nel 2020, a seguito dell'acquisizione da parte di The Walt Disney Company, è stata rinominata 20th Century Studios). Per molti anni la nuova azienda ha dichiarato di essere nata nel 1915, mentre recentemente ha dichiarato come anno di nascita quello della fusione, anche se la maggior parte degli storici cinematografici concordano con l'affermazione precedente.

## Produzioni

### Lungometraggi
Un incendio alle attrezzature cinematografiche della Fox nel 1937 ha distrutto oltre 40.000 bobine di negativi ed immagini, incluse le copie di migliore qualità di tutti i film prodotti dalla Fox prima del 1932; anche se altre copie hanno permesso ad alcuni film di non scomparire del tutto, i 3/4 dei film della Fox prima del 1930 sono andati perduti.

### Cinegiornali

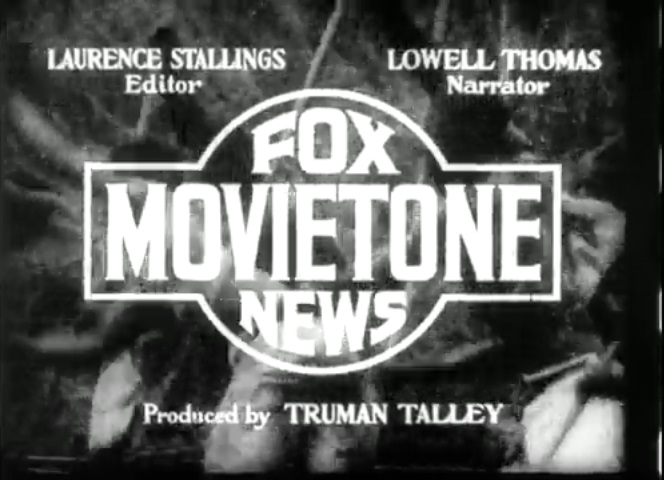
Titoli di un cinegiornale Fox Movietone News del 1935

Nel 1919, Fox ha iniziato a produrre una serie di cinegiornali muti, in competizione con le serie già esistenti come Hearst Metrotone News, International Newsreel e Pathé News. Fox News è stato proiettato per la prima volta l'11 ottobre 1919, con le edizioni successive programmate per la proiezione ogni mercoledì e domenica; il cinegiornale si è posto in testa rispetto alla concorrenza quando il Presidente Woodrow Wilson l'ha ufficialmente supportato con una lettera, in quello che potrebbe essere stato il primo atto di tale genere. Negli anni seguenti, Fox News è rimasto uno dei nomi principali nel mondo dell'industria dei cinegiornali, fornendo spesso copertura esclusiva sui maggiori eventi internazionali, fra cui inchieste su Pancho Villa, il dirigibile Roma, il Ku Klux Klan ed un'eruzione del Vesuvio del 1922. Il cinegiornale è rimasto muto fino al 1930.
Nel 1926 è stata creata una società sussidiaria, la Fox Movietone Corporation, incaricandola di produrre cinegiornali con l'appena acquisita tecnologia del sonoro; il primo cinegiornale con l'audio è stato proiettato il 21 gennaio 1927, mentre il cinegiornale del 25 maggio dello stesso anno, riguardante la registrazione audio della partenza del volo transatlantico di Charles Lindbergh è stata descritta dal storico cinematografico Raymond Fielding come il "primo notiziario audio di rilievo".
Movietone News venne lanciata come film di cronaca il 3 dicembre di quello stesso anno. La produzione delle serie continuò anche dopo la fusione con la Twentieth Century Pictures, fino al 1963, e continuò a servire la 20th Century Fox come fonte per l'industria cinematografica.
Diversamente dai primi film di servizi speciali, le cineteche di Fox News e Fox Movietone News sono in gran parte sopravvissute. Le prime serie e alcune parti dei loro buoni successi sono ora conservati presso l'Università della Carolina del Sud, con i restanti Fox Movietone News ancora nelle mani della Compagnia.

### Serial
Fox Film sperimentò brevemente il serial cinematografico, producendo 15 episodi di Bride 13 e 20 di Fantômas nel 1920.  William Fox non desiderava compromettere la produzione di qualità per rendere redditizi i serial e quindi non ne furono più prodotti.

### Cortometraggi
La Fox produsse anche centinaia di cortometraggi di vario tipo, da una o due bobine. Inizialmente nel 1916, la divisione Sunshine Comedy creò cortometraggi a due bobine. Molti di questi, a cominciare con il film Roaring Lions and Wedding Bliss, del 1917, interpretato da Lloyd Hamilton, erano slapstick, realizzati per competere con l'offerta popolare di Mack Sennett. Le produzioni Sunshine continuarono fino all'introduzione del sonoro. Altre serie di cortometraggi comprendevano  Imperial Comedies, Van Bibber Commedies (con Earle Foxe), O'Henry, Married Life of Helen and Warren e Fox Varieties.
L'espansione della Fox nei film in lingua spagnola dei primi anni trenta comprendeva anche cortometraggi.